# Mečitkovití
Mečitkovití (Pholidae) jsou čeleď paprskoploutvých ryb z řádu ostnoploutví (Perciformes) a podřádu Zoarcoidei. Relativně nepočetná skupina čítá k červnu 2025 pouze rod Pholis Scopoli, 1777 v podčeledi Pholinae a rody Apodichthys Girard, 1854, Rhodymenichthys Jordan & Evermann, 1896 a Ulvicola Gilbert & Starks, 1897 v podčeledi Apodichthyinae.
Jde o menší protáhlé ryby, mečitka štíhlá (Pholis gunnellus) dorůstá délky asi 30 cm. Podlouhlá hřbetní ploutev nese 75–100 ostnů, dosahuje asi dvojnásobné délky než řitní ploutev (společně s řitní ploutví a zaoblenou ocasní ploutví vytváří spíše ploutevní lem). Prsní i břišní ploutve jsou zakrnělé, druhé jmenované u rodu Apodichthys a některých jedinců mečitky pruhované (Pholis fasciata) zanikají i s příslušným pletencem. Postranní čára je krátká nebo chybí. Zbarvení se pohybuje ve žlutých, hnědých, červených či zelených odstínech s různým vzorováním, slouží jako maskování.
Mečitkovití se vyskytují v mořské a brakické vodě severního Atlantiku, severního Pacifiku a arktické oblasti. Jde o ryby pobřežního pásma, objevit je lze zejména pod kameny nebo v tůních po odlivu, jejich biotop se často pojí s porosty kelpů a jiných velkých řas. Loví malé korýše a měkkýše. Tření probíhá sezónně, vajíčka mečitky kladou na porosty mořských řas, do skalních proláklin či do lastur mlžů. Se snůškou mohou tyto ryby zůstat i po jejím nakladení.